# Ivan Botsis
Le comte Ivan Fedosseïevitch Botsis, en grec : Ιωάννης Μπότσης, en russe : Иван Федосеевич Боцис, décédé le 18 mai 1714. Amiral russe, sous le règne de Pierre Ier de Russie, fut l'un des fondateurs de la Marine impériale de Russie.

## Biographie
Grec né en Dalmatie, Ivan Fedosseïevitch Botsis servit dans la flotte vénitienne. Sur la demande de Piotr Andreïevitch Tolstoï, il se mit au service de la Russie (1702). À cette époque, la Russie était en conflit avec la Suède (Guerre du Nord 1700-1721) et Pierre Ier de Russie tentait d'occidentaliser, de doter la Russie d'une marine moderne. De nombreux étrangers furent invités à entrer au service de la Russie, ils furent affectés à des postes clés afin d'apporter leur expérience navale. Après son arrivée en Russie en 1703, Ivan Botsis fut promu shautbenaht (grade néerlandais équivalent à celui de contre-amiral) et chef des escadres de galères de la Flotte de la mer Baltique nouvellement créée et basée à Saint-Pétersbourg et à la forteresse de Kronstadt.
À ce grade, Ivan Fedoseevitch Botsis supervisa la construction des galères destinées à la Flotte de la Baltique. Entre 1704 et 1705, le comte apporta son soutien au général Robert Bruce (ru) contre l'attaque menée par les Suédois placés sous le commandement du général Maidel (sv). En 1708, sous le commandement du contre-amiral, la flotte russe attaqua avec succès la côte finlandaise et détruisit la ville de Borgå (Porvoo-côte sud de Finlande). Ils pillèrent les villages alentour et incendièrent quinze navires de commerce suédois. En 1710, Ivan Botsis prit le commandement d'une flotte composée de 270 navires et réussit à briser la glace afin d'apporter fournitures et renforts nécessaires aux forces assiégeant la ville de Vyborg.
En 1712, une armée forte de 14 000 soldats placée sous le commandement du général Lybecker (en) menaça Saint-Pétersbourg, Ivan Botsis et ses 24 navires réussirent à traverser le blocus suédois qui se disloqua puis attaqua les positions côtières des Suédois et captura six navires.
En 1713, Ivan Botsis commanda l'arrière-garde de la Flotte et prit part au bombardement d'Helsinki.
Ses capacités navales et sa personnalité furent très appréciées par Pierre Ier de Russie, le comte partagea l'amitié du tsar avec l'amiral hollando-norvégien Cornélius Cruys (en) (1655-1727).
Ivan Botsis meurt le 18 mai 1714, Pierre Ier de Russie, en souvenir du comte, conserva l'épée et pensionna les membres de sa famille.